# Wangen bei Olten
Wangen bei Olten est une commune suisse du canton de Soleure, située dans le district d'Olten.

Vue aérienne (1948)